# Johann Friedrich Eyserbeck
Johann Friedrich Eyserbeck (ur. 2 października 1734 w Klieken, zm. 24 lutego 1818 Wörlitz) – niemiecki ogrodnik, nadworny ogrodnik księcia Anhalt-Dessau Leopolda III Friedricha Franza, obok architekta Friedricha Wilhelma von Erdmannsdorffa uważany za głównego projektanta ogrodów Dessau-Wörlitz, które w 2000 zostały wpisane na listę dziedzictwa kulturowego UNESCO i obejmują m.in. park Wörlitz – pierwszy w stylu angielskim na terenie Europy kontynentalnej.

## Życiorys
Po zdobyciu zawodu ogrodnika (1747–1750) w Zerbst/Anhalt, Eyserbeck udał się w podroż po Niemczech, Holandii (1753–1759) i Anglii (1759–1761). Pozostając pod wrażeniem holenderskiej sztuki ogrodowej, nosił się z zamiarem założenia tam hodowli kwiatów. Podczas pobytu w Niemczech poznał księcia Anhalt-Dessau Leopolda III Friedricha Franza, który zatrudnił go jako ogrodnika.

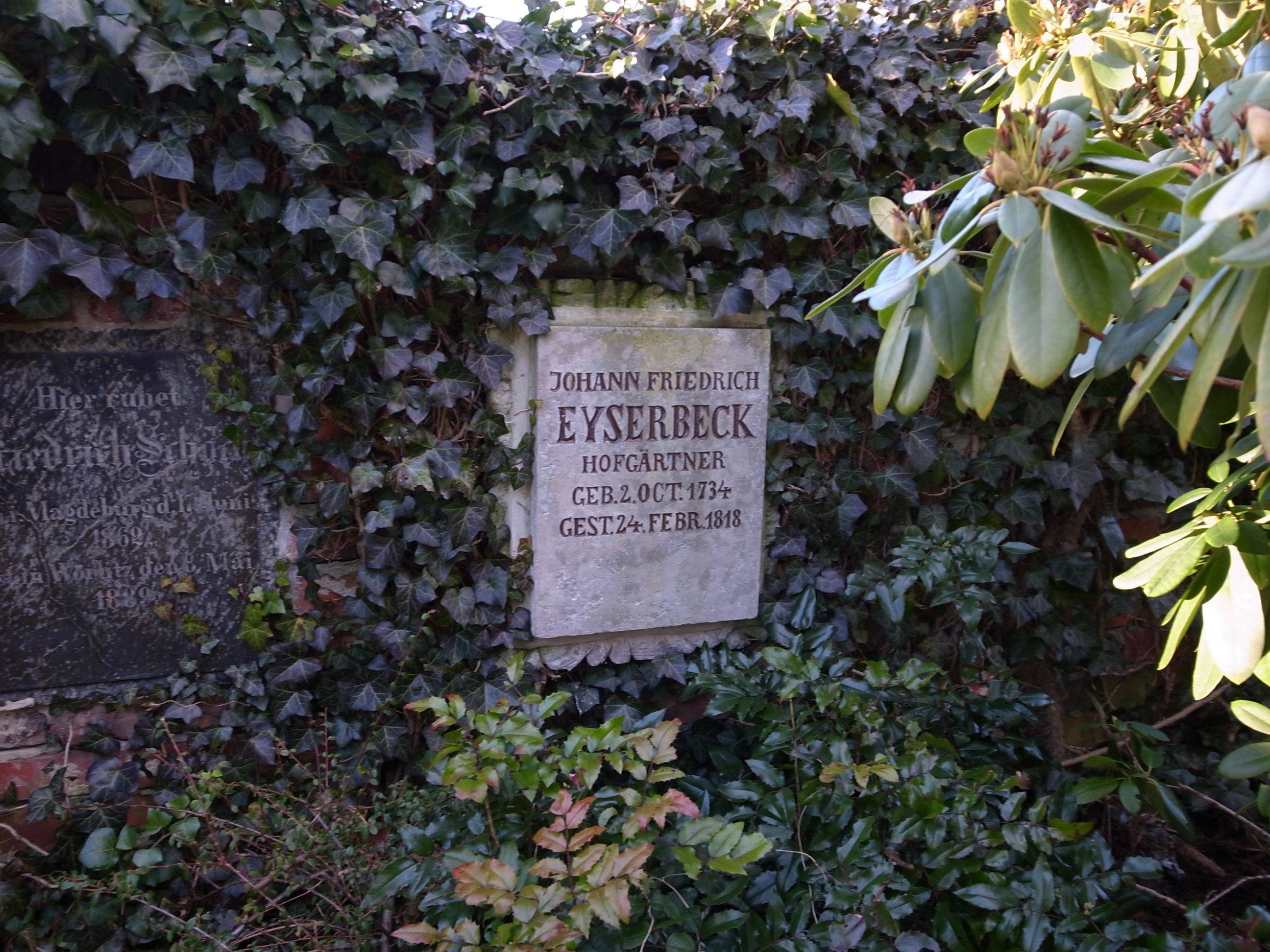

W latach 1763–1764 Franz i Friedrich Wilhelm von Erdmannsdorff odbyli podroż do Anglii w celu zaznajomienia się z trendami w sztuce i architekturze, poznania gospodarki angielskiej, szczególnie rolnictwa, handlu, rzemiosła oraz zapoznanie się z działalnością manufaktur. Po powrocie do kraju, Franz wprowadził podpatrzone w Anglii nowe metody gospodarowania, m.in. nowoczesne techniki uprawy w rolnictwie i ogrodnictwie, zreorganizował armię i służbę zdrowia, zreformował system szkolny. Za jego panowania Dessau stało się centrum myśli oświeceniowej.
Pozostając pod wrażeniem angielskiej sztuki ogrodowej, Franz rozpoczął ok. 1765 pierwsze projekty ogrodowe w stylu angielskim. Po ślubie z Luise von Brandenburg-Schwedt w 1767, książę na swoją siedzibę wybrał Wörlitz, gdzie zlecił von Erdmannsdorffowi projekt nowego pałacu i ogrodów w stylu angielskim, zainspirowany ogrodami Stourhead, Stowe i Claremont, widzianymi podczas podróży po Anglii. Pierwsze plany parku Wörlitz – pierwszego w stylu angielskim na terenie Europy kontynentalnej – sporządził w 1768 Eyserbeck, który następnie kierował tam pracami ogrodniczymi. W ciągu kolejnych czterech dekad ogrody rozbudowywano, wznosząc kolejne rezydencje i obiekty małej architektury. Równolegle wytyczono aleje i ścieżki, które połączyły wszystkie ogrody w jedną całość – królestwo ogrodów (niem. Gartenreich). Eyserbeckowi przypisuje się m.in. prace nad ogrodami Luisium, Georgium czy parkiem leśnym Sieglitzer Berg. W 2000 ogrody Dessau-Wörlitz zostały wpisane na listę dziedzictwa kulturowego UNESCO.